# Quang Vinh (Đồng Nai)
Quang Vinh is een phường van Biên Hòa, de hoofdstad van de provincie Đồng Nai.